# Ekeren
Ekeren (anciennement Eekeren) est un district de la ville belge d'Anvers située en Région flamande dans la province d'Anvers. C'était une commune à part entière avant la fusion des communes de 1983, quand son territoire fut scindé, une partie devenant un district de la ville d'Anvers l'autre intégrée dans la commune de Kapellen. Cette ancienne commune a célébré son 850e anniversaire en 2005 ; son nom Hecerna fut mentionné pour la première fois en 1155.

## Démographie

### Évolution démographique
- Sources : INS, Rem. : 1806 jusqu'en 1981 = recensements[2].

## Histoire
Ekeren, orthographié « Eeckeren » jusqu'en 1937, fut une commune autonome avec en propre sa maison communale, son bourgmestre, son conseil communal jusqu'en 1983, date à laquelle elle fusionna comme huit autres communes de banlieue avec la ville d'Anvers.
Le nom Ekeren, comme un Holme dans le quartier,  a peut-être son origine au IXe siècle lorsque certains Vikings s’y sont établis après avoir utilisé les chênes (= ekarna dans la langue scandinave) pour leurs navires.

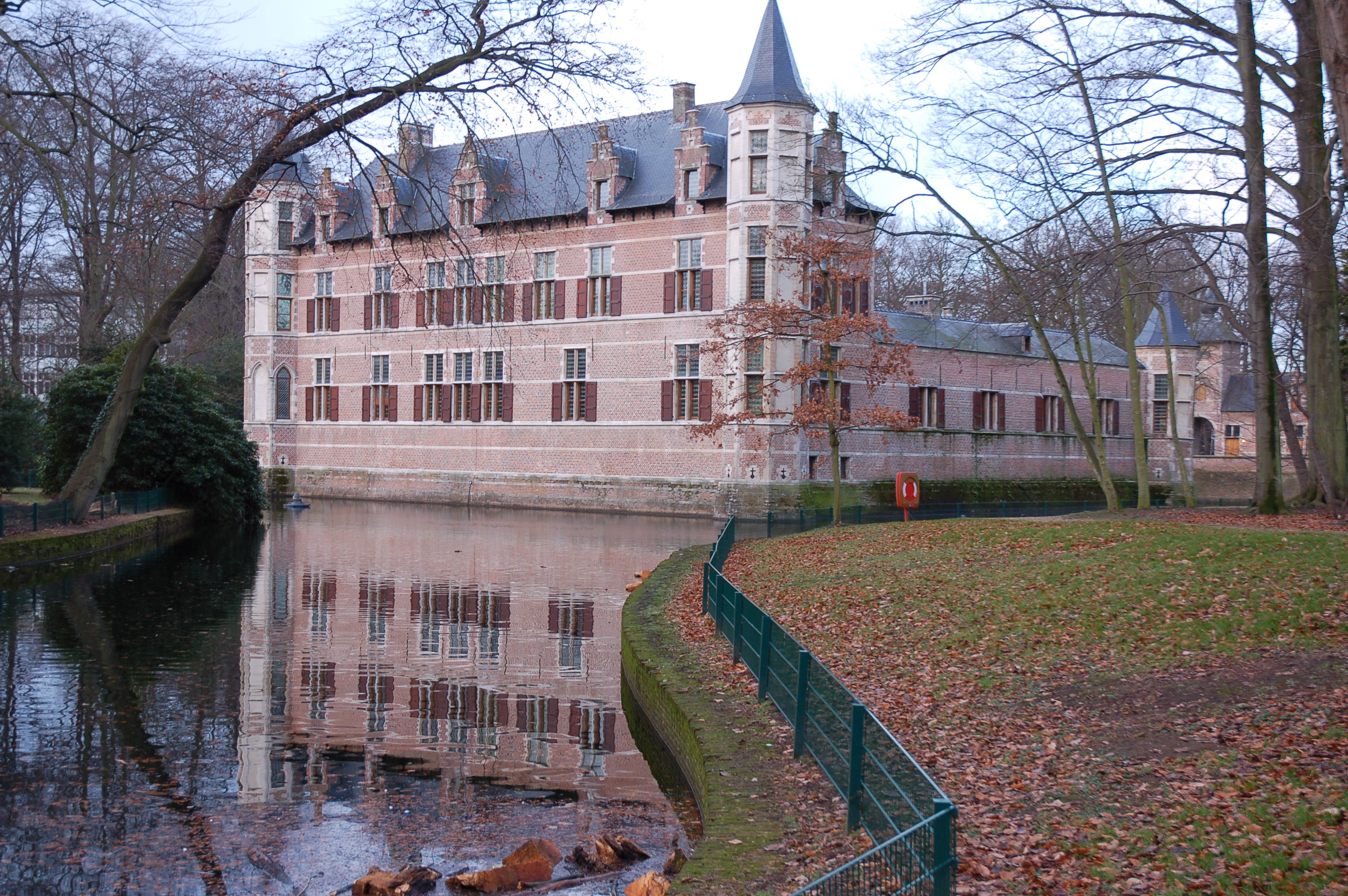
Hof van Veltwijck, siège du conseil communal

 En 2000, le conseil communal d'Anvers créa des conseils communaux supplémentaires ayant pour compétences le sport, la culture, la jeunesse et le troisième âge. Depuis cette décentralisation, la ville d'Anvers comprend neuf sections (la vieille ville, sept communes voisines, et le Bezali fusion de trois localités). Le premier conseil communal d'Ekeren, élu en 2001, était dirigé par Christophe Thomas; le second conseil communal, élu en 2007, par Ronny Kruyniers. Le conseil communal se réunit dans le Hof van Veltwijck du XVIe siècle, qui a subi d'importants travaux de réhabilitation vers 2000; ce vaste ensemble abrite aussi les bureaux administratifs locaux.
Ekeren fut aussi la localité d'origine de l'équipe de football Germinal Ekeren jusqu'à ce que le Germinal fusionne en 1999 avec le K. Beerschot V.A.C. pour devenir le K.F.C. Germinal Beerschot. Le nouveau club, qui était basé au Olympisch Stadion d'Anvers, a disparu après avoir déposé son bilan en 2013.
Ekeren abrite aussi le conservatoire communal de musique et diction Jozef Pauly, qui comptait environ 2000 élèves en 2004 (avec des antennes dans d'autres sections de la ville d'Anvers, et une dans la proche localité de Kapellen. L'académie héberge plusieurs ensembles musicaux; l'ensemble de flûte Jozef Pauly s'est produit en concert jusqu'en Australie et aux États-Unis. En Belgique, les conservatoires de musique communaux sont distincts du réseau d'éducation publique ; les cours de ces conservatoires sont facultatifs et simplement un loisir pour la plupart des étudiants.
Le vaste domaine de 1 km² Oude Landen est un remarquable et très riche parc naturel situé à la limite de la commune d'Anvers. Ce fut jusqu'en 1972 un terrain militaire d'accès strictement interdit, très peu utilisé comme tel, où la nature a été préservée depuis quelques décennies; le domaine contient une riche variété de plantes et d'animaux dans huit petits écosystèmes plus ou moins séparés.
En 1703, Ekeren fut le lieu d'une bataille de la guerre de Succession d'Espagne, dénommée bataille d'Ekeren. Quelques rues d'Ekeren (par exemple, les "Successiestraat", "Vierkerkenstraat" et "Tweekronenstraat") tirent leur nom de cet événement.
Dans les années 1870, la Société anonyme des chemins de fer d'Anvers à Rotterdam procède à la construction d'une ligne de chemin de fer et de la station Ekeren qu'elle met en service le 26 juin 1854. Le bâtiment voyageurs, construit en 1882 par les Chemins de fer de l'État belge qui ont repris la ligne et la gare en 1872 et ajouté une deuxième voie en 1881, est fermé en 1983 et depuis inscrit à l'inventaire des monuments du patrimoine en 2014.

## Personnalités
- Jacques-Antoine Moerenhout (1797-1879), diplomate belgo-français
- Joseph Moerenhout (1801-1875), peintre belge
- Filip Dewinter, homme politique du Vlaams Belang
- Libera Carlier (en), écrivain
- Ben Rottiers, acteur
- Michael Van Staeyen, cycliste

## Jumelage
- avec Andernach, Allemagne